# Hangard
Hangard település Franciaországban, Somme megyében. Lakosainak száma 121 fő (2022. január 1.). Hangard Cachy, Démuin, Domart-sur-la-Luce és Villers-Bretonneux községekkel határos.

## Népesség
A település népességének változása:
| Lakosok száma | 122  | 123  | 125  | 124  | 124  | 123  | 122  | 128  | 121  |
|               | 2013 | 2015 | 2016 | 2017 | 2018 | 2019 | 2020 | 2021 | 2022 |